# R 10 (sommergibile Italia)
L'R 10 è stato un sommergibile della Regia Marina.

## Storia
Appartenente alla classe R, fu l'unico, ad eccezione del Romolo e del Remo, ad essere varato prima dell'annuncio dell'armistizio.
In tale data, però, non era ancora divenuto operativo e fu così catturato dai tedeschi, che lo incorporarono nella Kriegsmarine, che necessitava di grossi sommergibili da trasporto.
Non entrò però mai in servizio.
Nel 1947 fu avviato alla demolizione.